# Three World Trade Center
Three World Trade Center, de asemenea cunoscut ca 175 Greenwich Street, este o clădire ce se află în New York City.
1. 1 2   http://www.skyscrapercenter.com/building/3-world-trade-center/273 Lipsește sau este vid: |title= (ajutor)